# Dusona vicina
Dusona vicina là một loài tò vò trong họ Ichneumonidae.